# Het vertrek van de Sunammitische vrouw
Het vertrek van de Sunammitische vrouw is een schilderij uit het atelier van Rembrandt, mogelijk toe te schrijven aan Ferdinand Bol, in het Victoria and Albert Museum in Londen.

## Voorstelling
Het is een nachtelijk tafereel met een vrouw op een ezel, die geleid wordt door een jongen met halflang haar. De vrouw richt zich tot een man gekleed in een oosters kostuum. Rechtsachter is een groot gebouw te zien met daarvoor enkele vrouwen waarvan er één water uit een put haalt. Linksachter is een herder met staf bezig zijn koeien te weiden. De voorstelling speelt zich af onder een brede, ronde boog.
De scène is lange tijd opgevat als Hagar en Ismaël, die weggestuurd worden door Abraham, zoals beschreven in Genesis 21, vers 8-14. Op het schilderij in Londen is Hagar echter niet lopend afgebeeld, zoals gebruikelijk, maar op een ezel. Volgens Rembrandt-auteur Christiaan Tümpel is een dergelijke grote afwijking van de traditie bijna niet voorstelbaar. Volgens hem gaat het hier niet om Hagar, maar om de Sunammitische vrouw uit 2 Koningen 4. Deze vrouw baarde op hoge leeftijd nog een zoon vanwege de gastvrijheid waarmee ze de profeet Elisa ontving. Toen haar zoon overleed ging ze op een ezelin, vergezeld van een van haar jongens, op weg naar Elisa.

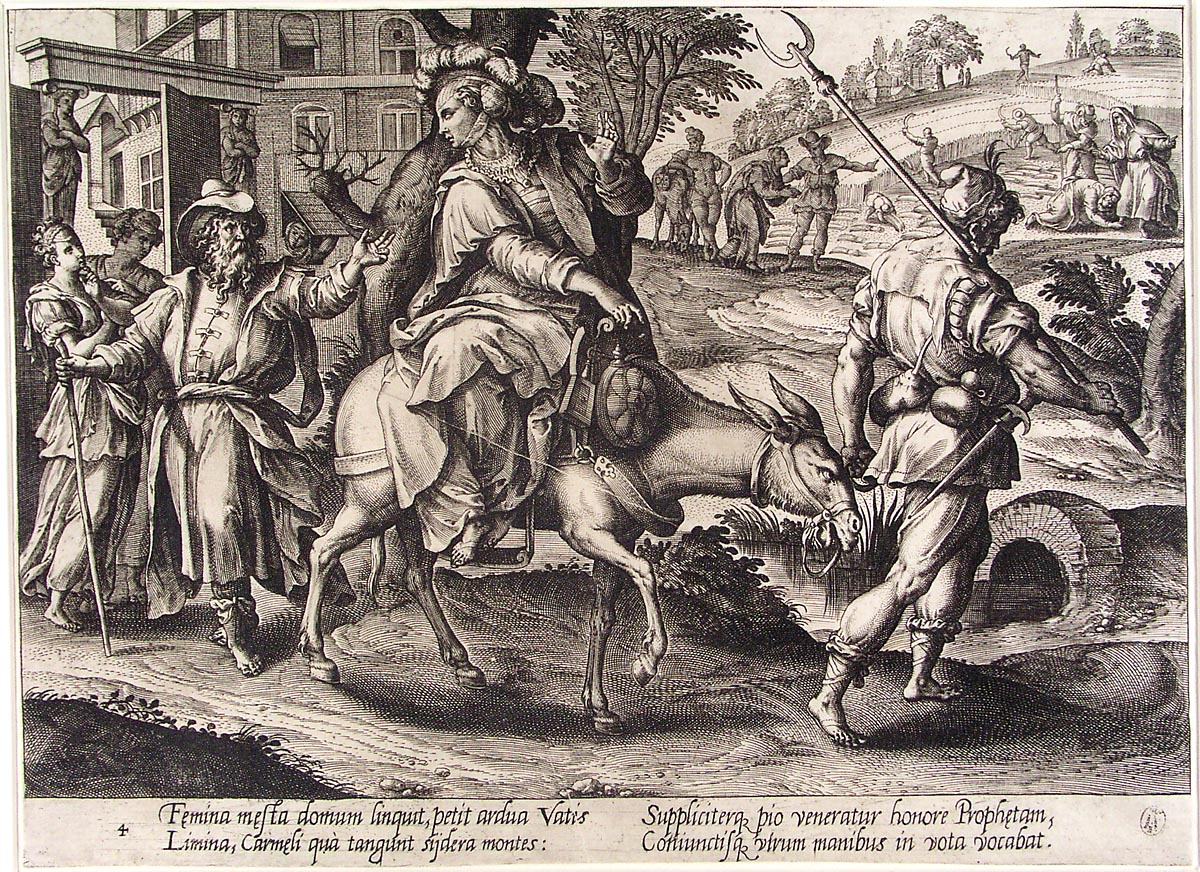
Hans Collaert. Sunnemitische vrouw op weg naar Elisa. 1547-1580. Gravure. Rotterdam, Museum Boijmans Van Beuningen.

Het schilderij vertoont grote overeenkomst met de vierde en vijfde prent van een serie van zes gemaakt door de Zuid-Nederlandse prentmaker Hans Collaert, naar Maerten de Vos, met als onderwerp Elisa en de Sunammitische vrouw. Alleen wordt de ezelin hier niet geleid door een jongen, maar door een volwassen man, zoals dit verteld wordt in de destijds door de katholieken gevolgde Vulgaat. De huilende vrouw schijnt overgenomen te zijn van de derde prent, waarop de vrouw rouwt vanwege de dood van haar kind. Het enige onverklaarde element op het schilderij is de pijlkoker aan de riem van de jongen.

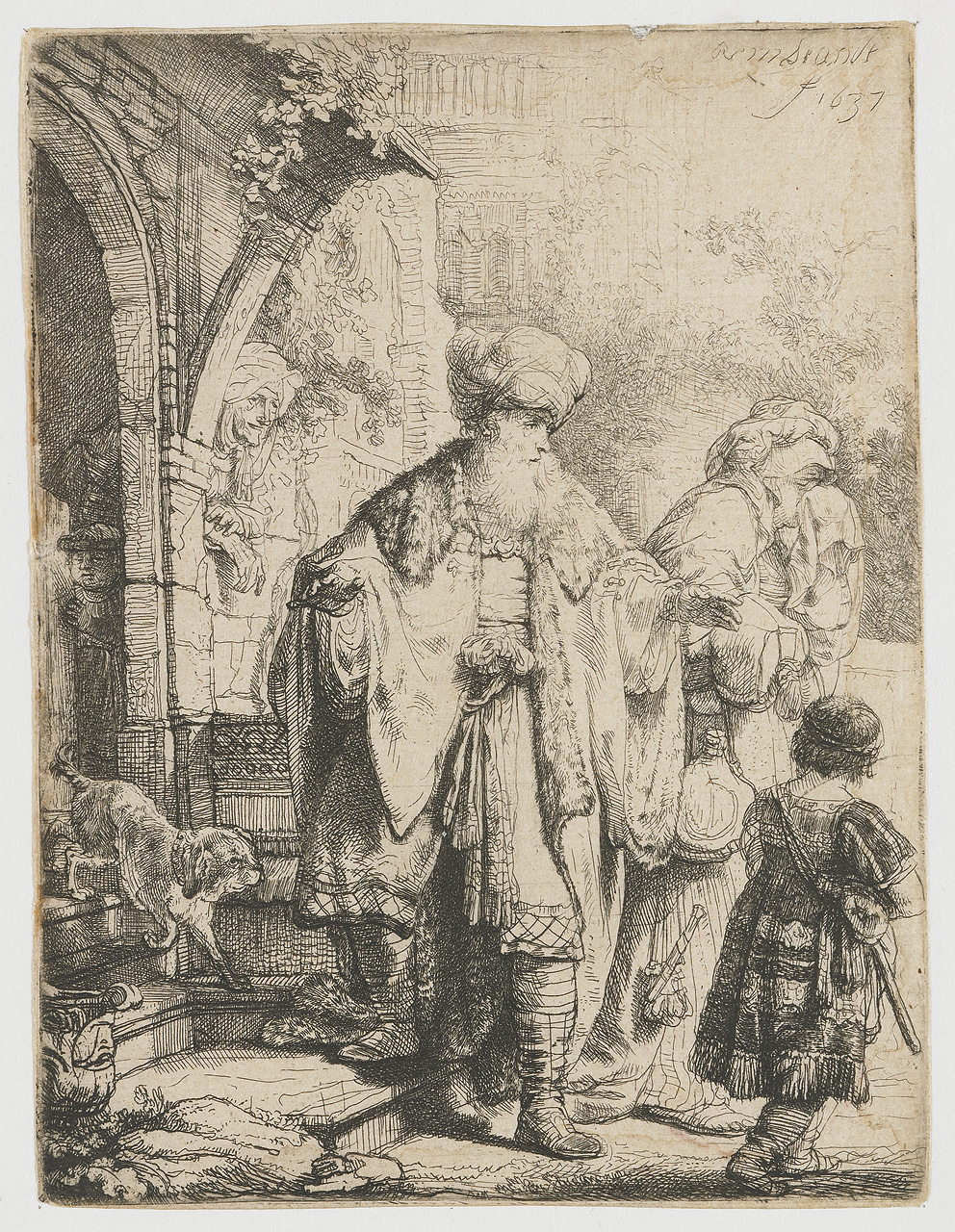
Rembrandt. Abraham verstoot Hagar en Ismaël. 1637. Ets en droge naald. Amsterdam, Rijksmuseum Amsterdam.

Het Rembrandt Research Project (RRP) heeft de interpretatie van Tümpel overgenomen. Zij verklaart de titelwijziging, die al in de 17e eeuw plaats moet hebben gehad, uit het feit dat dit onderwerp in Rembrandts omgeving niet of nauwelijks voorkomt. Daarnaast vertoont het werk grote overeenkomst met Rembrandts ets Abraham verstoot Hagar en Ismaël uit 1637.
Het werk is geschilderd op paneel. Uit Röntgenfoto's is gebleken dat aan de bovenzijde een plank van 3,5 centimeter breed is toegevoegd. Volgens de leden van het RRP gebeurde dit vermoedelijk ergens na 1749. In een veilingcatalogus uit dat jaar wordt het vermeld met een afwijkende hoogtemaat (zie Herkomst). De achtergrond is toen grotendeels overgeschilderd. Waarschijnlijk is toen ook de ronde boog toegevoegd. Deze is vrij gevoelloos aangebracht in een tint zwart, die ook voorkomt op de later aangebrachte plank. Oorspronkelijk was het meer verwant aan Rembrandts schilderij De visitatie (1640) in het Detroit Institute of Arts.

## Toeschrijving en datering
Het schilderij is linksonder gesigneerd en gedateerd ‘Rembrandt f / 1640’ en werd lange tijd aan Rembrandt toegeschreven. De signatuur mist echter spontaniteit en kan niet als authentiek gezien worden. De schilder moet in Rembrandts directe omgeving gezocht worden. Hij moet De visitatie gekend hebben, maar ook Rembrandts prent Abraham verstoot Hagar en Ismaël. Van deze prent nam hij verschillende details over: de kleding van Ismaël, Abrahams gebarende handen en Hagar die haar tranen droogt. Ferdinand Bol is de meest waarschijnlijke kandidaat. Zijn schilderij met de verstoting van Hagar in het Hermitage in Sint-Petersburg heeft een vergelijkbare opzet. De belichting met sommige gezichten half verlicht en andere geheel donker herinnert aan Bols ets Familie in vertrek. Ook vertoont het werk stilistische overeenkomsten met werk van Bol uit begin jaren 1640. De datering 1640 is volgens de leden van het RRP dan ook plausibel.

## Herkomst

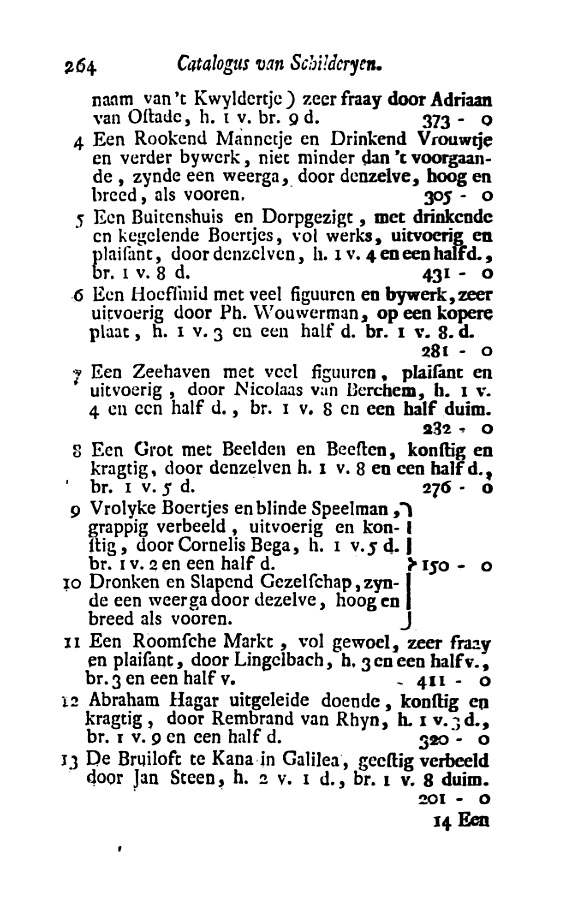
Vermelding in de veiling van Willem Fabricius op 19 augustus 1749 (nr. 12).

Het werk is waarschijnlijk identiek aan ‘een Abraham en Hagar, van een discipel van Rembrandt’, die in 1671 vermeld wordt in de boedelinventaris van Nicolaes van Bambeeck (1639-1671) in Amsterdam. In 1640 bestelden zijn ouders, Nicolaes van Bambeeck (1596-1661) en Agatha Bas (1611-1658) een dubbelportret bij Rembrandt. Deze bestelling ging waarschijnlijk gepaard met een historiestuk, mogelijk Het vertrek van de Sunammitische vrouw.
Mogelijk komt het ook voor in de boedelinventaris uit 1734 van Adriaen Bout in Den Haag (als ‘Abraham en Hagar door Rembrandt’). Op 15 april 1739 werd het mogelijk geveild bij een onbekend veilinghuis in Amsterdam (als ‘De uitdryving van Hagar en Iſmaël, extra konſtig, door Rembrand van Rhyn’; opbrengst 42 gulden). Op 19 augustus 1749 werd het waarschijnlijk geveild tijdens de verkoping van Willem Fabricius bij een onbekend veilinghuis in Haarlem (als ‘Abraham Hagar uitgeleide doende, konſtig en kragtig, door Rembrand van Rhyn, h. 1 v. 3 d., br. 1 v. 9 en een half d. [= 36,4 × 53,3 cm]’; opbrengst 320 gulden; koper een zekere van Dyk). Mogelijk maakte het deel uit van de verkoping van de collectie van John Blackwood in 1751 (koper: een zekere Ellys) en die van Stephen (?) Rongent in 1758 (koper: een zekere Brandenburgh).
In 1761 wordt het in het boek London and its environs described vermeld als in het bezit van Bourchier Cleeve (1715-1760) (als ‘Abraham and Hagar’). Deze liet het na aan zijn dochter, Elizabeth Bourchier Clieve, die in 1765 trouwde met Sir George Yonge (1731-1812). Op 23 maart 1806 werd het op zijn veiling bij veilinghuis White in Londen voor 43 pond en 1 shilling verkocht aan John Parke. Op 9 mei 1812 werd het op de veiling van Parke bij veilinghuis Coxe in Londen voor 190 pond geveild (als ‘Abraham putting away Hagar’). In 1818 werd het aangeboden op de verkoping van de collectie van Samuel (?) Woodburn, maar het werd toen opgehouden.
Op 16 juni 1821 werd het op een anonieme veiling bij Christie's in Londen verkocht voor 110 pond en 5 shilling (als ‘Abraham sending away Hagar, mounted on an Ass, which is led by a Cord by Ishmael’), mogelijk aan een zekere Norton. In 1838 was het in het bezit van J. Crespigny en later van P.C. Crespigny. Op 23 april 1869 werd het op de veiling van de laatste voor 31 pond en 10 shilling verkocht aan een onbekende koper. In november 1881 wordt het vermeld in de inventaris van Constantine Ionides (1833-1900) als ‘Abraham dismissing Agar and Ismail’, geschatte waarde 1000 pond. Na zijn dood liet Ionides het werk na aan het Victoria and Albert Museum.
Adriaantje Hollaer · Ahasveros en Haman aan het feestmaal van Esther · De anatomische les van Dr. Deijman · De anatomische les van Dr. Nicolaes Tulp · Andromeda aan de rots geketend · Aristoteles bij de buste van Homerus · Artemisia · Badende vrouw · Bathseba met de brief van koning David · De blindmaking van Simson · De brillenverkoper · Buitenlandse admiraal · Christus in de storm op het meer van Galilea · Christus met een staf · Danaë · David en Uria · De doop van de kamerling · Het feestmaal van Belsazar · Flora · Gelijkenis van de rijke dwaas · Historiestuk · Jacob zegent de zonen van Jozef · Jeremia treurend over de verwoesting van Jeruzalem · Het Joodse bruidje · De maaltijd in Emmaüs · Marten Soolmans en Oopjen Coppit · Mozes en de tafelen der wet · De Nachtwacht · Het offer van Abraham (1635) · Pallas Athene · Portret van een man met handschoenen in de hand · Portret van een man · Portret van Amalia van Solms · Portret van Baertje Martens · Portret van Herman Doomer · Portret van Jan Six · Portret van Johannes Wtenbogaert · Portret van Maurits Huygens · De samenzwering van de Bataven onder Claudius Civilis · De schilder in zijn atelier · De Staalmeesters · De steniging van de Heilige Stefanus · Terugkeer van de verloren zoon · Titus aan de lezenaar · Titus als monnik · De Vaandeldrager · De verloochening van Petrus · De verloren zoon in een herberg · Het vertrek van de Sunammitische vrouw · De vlucht naar Egypte · De vlucht naar Egypte · Zelfportret op jeugdige leeftijd (ca. 1628) · Zelfportret met twee cirkels · Zelfportret als de apostel Paulus